# Žebětín
Žebětín (deutsch Schebetein) ist ein Stadtbezirk von Brno in Tschechien. Er liegt neun Kilometer westlich des Stadtzentrums von Brünn am westlichen Stadtrand und gehört zum Okres Brno-město.

## Geographie
Žebětín befindet sich in der Bobravská vrchovina am Bach Žebětínský potok. Nordöstlich erhebt sich die Chvalovka (365 m), im Südwesten der Mladý vrch (379 m), im Westen der Kopeček (479 m) und nordwestlich der Lipový vrch (478 m). Das Dorf liegt südöstlich des Naturparkes Podkomorské lesy. Das zwei Kilometer westlich des Dorfes im Wald gelegene Automotodrom Brno gehört zum Kataster von Žebětín. Gegen Norden befinden sich die Brünner Talsperre  und die Burg Veveří.
Nachbarorte sind Obora und Rozdrojovice im Norden, Bystrc im Nordosten, Jundrov im Osten, Kohoutovice und Bosonohy im Südosten, Veselka, Troubsko, Popůvky und Omice im Süden, Kývalka im Südwesten, Ostrovačice im Westen sowie Veverské Knínice und Hvozdec im Nordwesten.

## Geschichte
Die erste schriftliche Erwähnung des freien Hofes Sebetin erfolgte 1235. Besitzer war zu dieser Zeit Hostislav von Sebetin, der den Hof und die zugehörigen Ländereien für treue Dienste beim Landesherrn erhalten hatte. Auf Initiative der Königinwitwe Elisabeth Richza wurde in Žebětín in der ersten Hälfte des 14. Jahrhunderts eine kleine Kirche gebaut. 1370 erfolgte eine Teilung der Žebětíner Güter zwischen der Burg Spielberg, der Burg Eichhorn und der Augustiner-Abtei St. Thomas in Brünn. Seit 1437 ist in Žebětín eine Pfarre nachweisbar. Den Spielberger Anteil erwarb 1517 das Zisterzienserinnenkloster Aula Sanctae Mariae in Alt Brünn. Während der schwedischen Belagerung von Brünn wurde im Dreißigjährigen Krieg die Kirche ruiniert und die Pfarre erlosch. 1732 erfolgte der Wiederaufbau der Kirche. Das Pfarrhaus wurde 1787 wiederhergestellt. Die Dreiteilung von Žebětín blieb bis 1848 bestehen. Im Eichhorner Anteil befand sich eine herrschaftliche Schmiede.
Nach der Aufhebung der Patrimonialherrschaften bildete Žebětín ab 1850 eine Gemeinde im Brünner Bezirk. 1869 lebten in den 155 Häusern von Žebětín 849 Menschen. Im selben Jahre wurde in Žebětín wieder eine selbstständige Pfarrei eingerichtet. 1876 nahm eine Ziegelei den Betrieb auf, sie erweiterte im Jahre 1900 ihre Produktion um handgefertigte Dachziegel. 1880 hatte die Gemeinde 904 Einwohner und im Jahre 1890 waren es 1001. 1890 entstand eine weitere Ziegelei, die später vom Konkurrenten aufgekauft wurde. 1921 kam Žebětín zum Okres Brno-venkov. Im Jahre 1923 wurde der Bau der Straße nach Ostrovačice vollendet. Nachdem 1929 auch der morastige Fahrweg nach Kohoutovice zur Straße ausgebaut worden war, begannen im April 1930 die Vorbereitungen für die Nutzung der neuen Straße als internationale Automobilwettkampfstätte. Am 28. September 1930 wurde das erste Straßenrennen auf dem 29,142 km langen Rundkurs des Masaryk-Ringes, dessen Start und Ziel bei Bosonohy lag, gestartet. 1937 wurden die Rennen auf dem Masaryk-Ring eingestellt. Die Ziegeleien von Žebětín produzierten bis 1937. 1948 wurde die Gemeinde Žebětín dem Okres Brno-okolí zugeordnet. Nach dessen Aufhebung kam Žebětín 1961 zum Okres Brno-venkov zurück. Die historische Schmiede, die sich seit 1866 im Besitz der Familie Křivánek befand, stellte 1970 den Betrieb ein. Die Ausstattung überließ der letzte Schmiedemeister dem Technischen Museum in Brno; sie befindet sich heute in der Schmiedeausstellung des Museums in Těšany. Am 26. November 1971 erfolgte die Eingemeindung nach Brno als Stadtteil Brno XVI-Žebětín. Zwischen 1976 und 1990 war Žebětín Teil des Stadtbezirks Brno II. In den 1970er Jahren erfolgte der Abbruch der Ziegeleien. 1984 begann im Waldgebiet der Podkomorské lesy an der Katastralgrenze zwischen Žebětín und Ostrovačice der Bau des neuen Automotodrom Brno, der 1986 fertiggestellt wurde. Seit dem 23. November 1990 besteht der Stadtbezirk Žebětín. 1991 hatte Žebětín 1872 Einwohner. Im Jahre 2001 bestand der Ort aus 656 Wohnhäusern, in denen 2070 Menschen lebten.

## Sehenswürdigkeiten

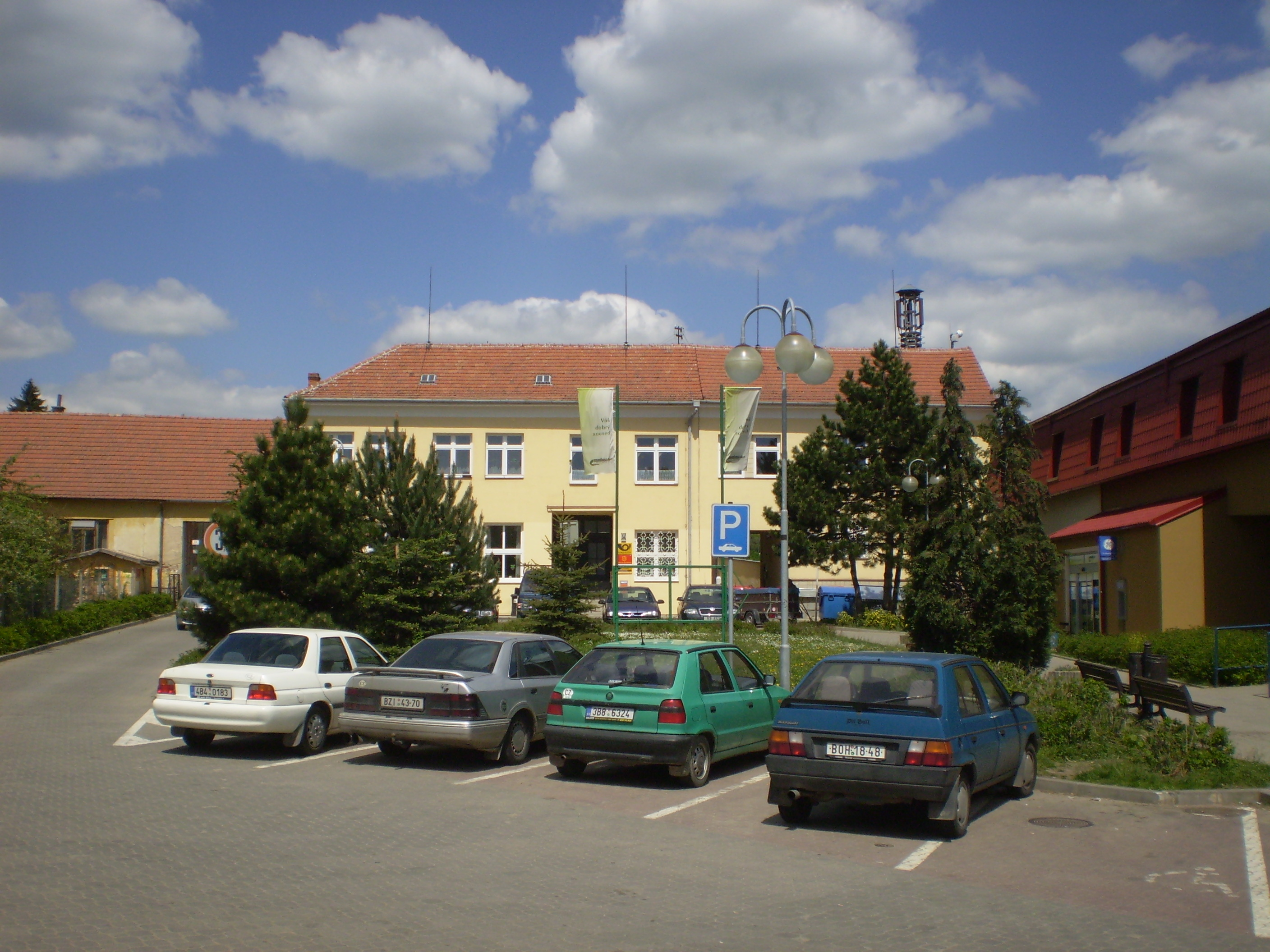
Rathaus von Žebětín

- Kirche des hl. Bartholomäus, der einfache klassizistische Bau entstand 1922 nach Plänen des Brünner Architekten Vladimír Fischer neben dem alten Kirchlein aus dem 14. Jahrhundert. Die Weihe nahm am 26. August 1923 Bischof Norbert Klein vor.
- spätbarocke Statue des hl. Johannes von Nepomuk am Dorfplatz, gefertigt aus Muschelkalkstein
- Betsäule am Wegekreuz nach Bystrc, geschaffen 1764
- Denkmal für die Opfer des Ersten Weltkrieges, auf dem Dorfplatz
- Denkmal für die Opfer des Zweiten Weltkrieges, am Ortsausgang nach Ostrovačice
- Vrbovecký mlýn, die unterhalb des Hügels Pekárna am Bach Vrbovec gelegene Wassermühle ist seit dem 16. Jahrhundert nachweisbar. Die Mühle wurde nach 1918 zu einem Jagdschlösschen umgebaut. Erhalten blieb der Wirtschaftshof. Heute wird das Gelände von einem Reitklub genutzt und darin eine Herberge und Gaststätte betrieben.
- Naturreservat Bosonožský hájek, südlich des Dorfes
- Naturdenkmal Žebětínský rybník, der 4,4 ha große Teich nördlich des Ortes am Bach Vrbovec ist seit 1985 als Naturdenkmal geschützt
- Naturdenkmal Pekárna, das 59,6 ha große Eichen-Hagebuchen-Waldgebiet am Hügel Pekárna östlich von Žebětín ist seit 1989 wegen des Vorkommens seltener Pflanzen- und Tierarten geschützt.
- Naturpark Podkomorské lesy, nordwestlich von Žebětín
- Naturdenkmal Augšperský potok, südwestlich von Žebětín unterhalb der Rennstrecke, die Mäander des Baches wurde 1989 auf 1,8 ha Fläche unter Schutz gestellt
- Quelle Helenčina studánka am Lipový vrch
- Automotodrom Brno